# Fernando Pedreira
Fernando Augusto Azevedo Pedreira, noto semplicemente come Fernando Pedreira (Salvador, 14 novembre 1986), è un calciatore brasiliano naturalizzato hongkonghese, attaccante o centrocampista svincolato della nazionale hongkonghese.

## Carriera

### Club
Ha giocato nella massima serie hongkonghese.

### Nazionale
Naturalizzato hongkonghese, nel 2022 ha esordito in nazionale.

## Palmarès

### Club

#### Competizioni nazionali
- Hong Kong League Cup: 1

Kitchee: 2015-2016
- Hong Kong Premier League: 2

Kitchee: 2016-2017, 2017-2018
- Hong Kong Sapling Cup: 2

Kitchee: 2017-2018, 2019-2020